# Dmytro Sablin
Dmytro Anatoliyovych Sablin –en ucraniano, Дмитро Анатолійович Саблін– (Kremenchuk, 7 de febrero de 1979) es un deportista ucraniano que compitió en piragüismo en la modalidad de aguas tranquilas.
Ganó dos medallas en el Campeonato Mundial de Piragüismo, en los años 2001 y 2003, y cinco medallas en el Campeonato Europeo de Piragüismo entre los años 1999 y 2006.

## Palmarés internacional
| Campeonato Mundial | Campeonato Mundial           | Campeonato Mundial | Campeonato Mundial |
| Año                | Lugar                        | Medalla            | Competición        |
| ------------------ | ---------------------------- | ------------------ | ------------------ |
| 2001               | Poznań (Polonia)             | Medalla de oro     | C1 200 m           |
| 2002               | Sevilla (España)             | DSC                | C1 200 m           |
| 2003               | Gainesville (Estados Unidos) | Medalla de bronce  | C2 200 m           |
| Campeonato Europeo |                              |                    |                    |
| Año                | Lugar                        | Medalla            | Competición        |
| 1999               | Zagreb (Croacia)             | Medalla de bronce  | C4 1000 m          |
| 2000               | Poznań (Polonia)             | Medalla de oro     | C1 200 m           |
| 2000               | Poznań (Polonia)             | Medalla de bronce  | C4 200 m           |
| 2001               | Milán (Italia)               | Medalla de oro     | C1 200 m           |
| 2006               | Račice (República Checa)     | Medalla de bronce  | C2 200 m           |